# Lijst van staatsbezoeken van Beatrix der Nederlanden

## Uitgaande staatsbezoeken
Beatrix der Nederlanden bracht tijdens haar koningschap in totaal 54 staatsbezoeken.
|    | begindatum        | einddatum        | land                         |
| -- | ----------------- | ---------------- | ---------------------------- |
| 1  | 11 maart 1981     | 13 maart 1981    | Luxemburg                    |
| 2  | 31 maart 1981     | 2 april 1981     | België                       |
| 3  | 1 maart 1982      | 3 maart 1982     | Bondsrepubliek Duitsland     |
| 4  | 19 april 1982     | 24 april 1982    | Verenigde Staten             |
| 5  | 16 november 1982  | 19 november 1982 | Verenigd Koninkrijk          |
| 6  | 8 oktober 1984    | 10 oktober 1984  | Denemarken                   |
| 7  | 26 maart 1985     | 28 maart 1985    | Italië                       |
| 8  | 8 oktober 1985    | 10 oktober 1985  | Spanje                       |
| 9  | 14 januari 1986   | 16 januari 1986  | India                        |
| 10 | 13 mei 1986       | 15 mei 1986      | Noorwegen                    |
| 11 | 19 februari 1987  | 21 februari 1987 | Venezuela                    |
| 12 | 21 mei 1987       | 23 mei 1987      | Zweden                       |
| 13 | 9 mei 1988        | 17 mei 1988      | Canada                       |
| 14 | 24 oktober 1988   | 5 november 1988  | Australië                    |
| 15 | 30 oktober 1990   | 1 november 1990  | Ierland                      |
| 16 | 27 november 1990  | 29 november 1990 | Portugal                     |
| 17 | 4 maart 1991      | 6 maart 1991     | Frankrijk                    |
| 18 | 22 oktober 1991   | 26 oktober 1991  | Japan                        |
| 19 | 17 maart 1992     | 21 maart 1992    | Nieuw-Zeeland                |
| 20 | 3 november 1993   | 5 november 1993  | Zwitserland                  |
| 21 | 30 juni 1994      | 1 juli 1994      | IJsland                      |
| 22 | 6 december 1994   | 8 december 1994  | Jordanië                     |
| 23 | 27 maart 1995     | 29 maart 1995    | Israël                       |
| 24 | 1 juni 1995       | 3 juni 1995      | Finland                      |
| 25 | 21 augustus 1995  | 31 augustus 1995 | Indonesië                    |
| 26 | 21 mei 1996       | 23 mei 1996      | Hongarije                    |
| 27 | 30 september 1996 | 4 oktober 1996   | Zuid-Afrika                  |
| 28 | 2 juli 1997       | 4 juli 1997      | Polen                        |
| 29 | 7 oktober 1997    | 9 oktober 1997   | Griekenland                  |
| 30 | 17 november 1997  | 19 november 1997 | Egypte                       |
| 31 | 12 april 1999     | 19 april 1999    | China                        |
| 32 | 6 oktober 1999    | 8 oktober 1999   | Bulgarije                    |
| 33 | 5 juni 2001       | 8 juni 2001      | Rusland                      |
| 34 | 13 november 2001  | 15 november 2001 | Roemenië                     |
| 35 | 19 maart 2003     | 22 maart 2003    | Chili                        |
| 36 | 24 maart 2003     | 28 maart 2003    | Brazilië                     |
| 37 | 19 januari 2004   | 24 januari 2004  | Thailand                     |
| 38 | 30 maart 2004     | 1 april 2004     | Argentinië                   |
| 39 | 22 mei 2006       | 24 mei 2006      | Letland                      |
| 40 | 20 juni 2006      | 22 juni 2006     | België                       |
| 41 | 27 februari 2007  | 2 maart 2007     | Turkije                      |
| 42 | 21 mei 2007       | 23 mei 2007      | Slowakije                    |
| 43 | 24 oktober 2007   | 27 oktober 2007  | India                        |
| 44 | 14 mei 2008       | 16 mei 2008      | Estland                      |
| 45 | 24 mei 2008       | 26 mei 2008      | Litouwen                     |
| 46 | 3 november 2009   | 6 november 2009  | Mexico                       |
| 47 | 1 juni 2010       | 3 juni 2010      | Noorwegen                    |
| 48 | 9 maart 2011      | 10 maart 2011    | Qatar                        |
| 49 | 12 april 2011     | 15 april 2011    | Duitsland                    |
| 50 | 8 januari 2012    | 9 januari 2012   | Verenigde Arabische Emiraten |
| 51 | 10 januari 2012   | 12 januari 2012  | Oman                         |
| 52 | 20 maart 2012     | 22 maart 2012    | Luxemburg                    |
| 53 | 21 januari 2013   | 22 januari 2013  | Brunei                       |
| 54 | 24 januari 2013   | 25 januari 2013  | Singapore                    |

## Inkomende staatsbezoeken
|    | begindatum        | einddatum         | land                     |
| -- | ----------------- | ----------------- | ------------------------ |
| 1  | 6 februari 1984   | 8 februari 1984   | Frankrijk                |
| 2  | 30 mei 1985       | 1 juni 1985       | Bondsrepubliek Duitsland |
| 3  | 4 november 1986   | 6 november 1986   | Ierland                  |
| 4  | 12 september 1988 | 14 september 1988 | India                    |
| 5  | 17 april 1989     | 19 april 1989     | Griekenland              |
| 6  | 2 oktober 1989    | 4 oktober 1989    | Portugal                 |
| 7  | 15 mei 1990       | 17 mei 1990       | Finland                  |
| 8  | 28 mei 1991       | 30 mei 1991       | Venezuela                |
| 9  | 25 mei 1992       | 27 mei 1992       | Luxemburg                |
| 10 | 4 oktober 1994    | 6 oktober 1994    | Polen                    |
| 11 | 20 maart 1996     | 22 maart 1996     | Canada                   |
| 12 | 15 april 1996     | 17 april 1996     | Noorwegen                |
| 13 | 11 maart 1999     | 12 maart 1999     | Zuid-Afrika              |
| 14 | 28 februari 2000  | 29 februari 2000  | Frankrijk                |
| 15 | 4 april 2000      | 6 april 2000      | België                   |
| 16 | 23 mei 2000       | 26 mei 2000       | Japan                    |
| 17 | 3 april 2001      | 5 april 2001      | Turkije                  |
| 18 | 23 oktober 2001   | 25 oktober 2001   | Spanje                   |
| 19 | 24 mei 2004       | 25 mei 2004       | Zwitserland              |
| 20 | 1 november 2005   | 2 november 2005   | Rusland                  |
| 21 | 24 april 2006     | 26 april 2006     | Luxemburg                |
| 22 | 30 oktober 2006   | 1 november 2006   | Jordanië                 |
| 23 | 8 oktober 2007    | 10 oktober 2007   | Duitsland                |
| 24 | 10 april 2008     | 11 april 2008     | Brazilië                 |
| 25 | 21 oktober 2008   | 23 oktober 2008   | Ghana                    |
| 26 | 21 april 2009     | 23 april 2009     | Zweden                   |
| 27 | 25 mei 2009       | 27 mei 2009       | Chili                    |
| 28 | 17 april 2012     | 19 april 2012     | Turkije                  |
| 29 | 23 oktober 2012   | 25 oktober 2012   | Italië                   |
| 30 | 20 november 2012  | 22 november 2012  | Slowakije                |